# Stefan Florenski
Stefan Józef Florenski (Gleiwitz, 1933. december 17. – Hamm, Németország, 2020. február 23.) válogatott lengyel labdarúgó, hátvéd, olimpikon.

## Pályafutása

### Klubcsapatban
A Sośnica Gliwice csapatában kezdte a labdarúgást. 1956 és 1971 között a Górnik Zabrze labdarúgója volt, ahol kilenc bajnoki címet és öt lengyel kupagyőzelmet ért el az együttessel. Tagja volt az 1969–70-es idényben KEK-döntős csapatnak. 1971 és 1973 között a GKS Tychyben játszott.

### A válogatottban
1957 és 1968 között 11 alkalommal szerepelt a lengyel válogatottban. Tagja volt az 1960-as római olimpiai játékokon részt vevő csapatnak.

## Statisztika

### A válogatottban
| 1957     | 4  | 0 |
| 1958     | 5  | 0 |
| 1959     | 1  | 0 |
| 1968     | 1  | 0 |
| Összesen | 11 | 0 |

## Sikerei, díjai
Górnik Zabrze
- Lengyel bajnokság
  - bajnok (9): 1957, 1959, 1961, 1962–63, 1963–64, 1964–65, 1965–66, 1966–67, 1970–71
- Lengyel kupa
  - győztes (5): 1965, 1968, 1969, 1970, 1971
- Kupagyőztesek Európa-kupája (KEK)
  - döntős: 1969–70